# Wiesława Toporowicz
Wiesława Toporowicz (ur. w 1928, zm. 20 lutego 1989) – polska historyk ruchu robotniczego.

## Życiorys
Pracowała w Zakładzie Historii Partii przy KC PZPR i Instytucie Ruchu Robotniczego w Wyższej Szkole Nauk Społecznych przy KC PZPR. Autorka haseł w Polskim Słowniku Biograficznym i Słowniku biograficznym działaczy polskiego ruchu robotniczego. 

## Wybrane publikacje
- Księga Polaków uczestników rewolucji październikowej 1917-1920. Biografie, oprac. Lidia Kalestyńska, Aleksander Kochański, Wiesława Toporowicz, przy współudziale Leonarda Dubackiego i Heleny Kozłowskiej, Warszawa: "Książka i Wiedza" 1967.
- (współautor: Aleksander Kochański), Polacy - bojownicy wielkiego października, Warszawa: Związek Bojowników o Wolność i Demokrację 1967.
- Lenin a Polska, Warszawa 1969.
- Sprawa polska w polityce rosyjskiej 1914-1917, Warszawa: Państwowe Wydawnictwo Naukowe 1973.
- Zarys historii międzynarodowego ruchu robotniczego 1918-1928, Warszawa: WSNS 1974.
- Rewolucja Październikowa: Polska, Polacy, Warszawa: „Współpraca” 1988.

## Nagrody
- Nagroda "Trybuny Ludu" (zespołowa) dla autorów i redaktorów książki Międzynarodowy ruch robotniczy (1976)[5]